# Lacknafta

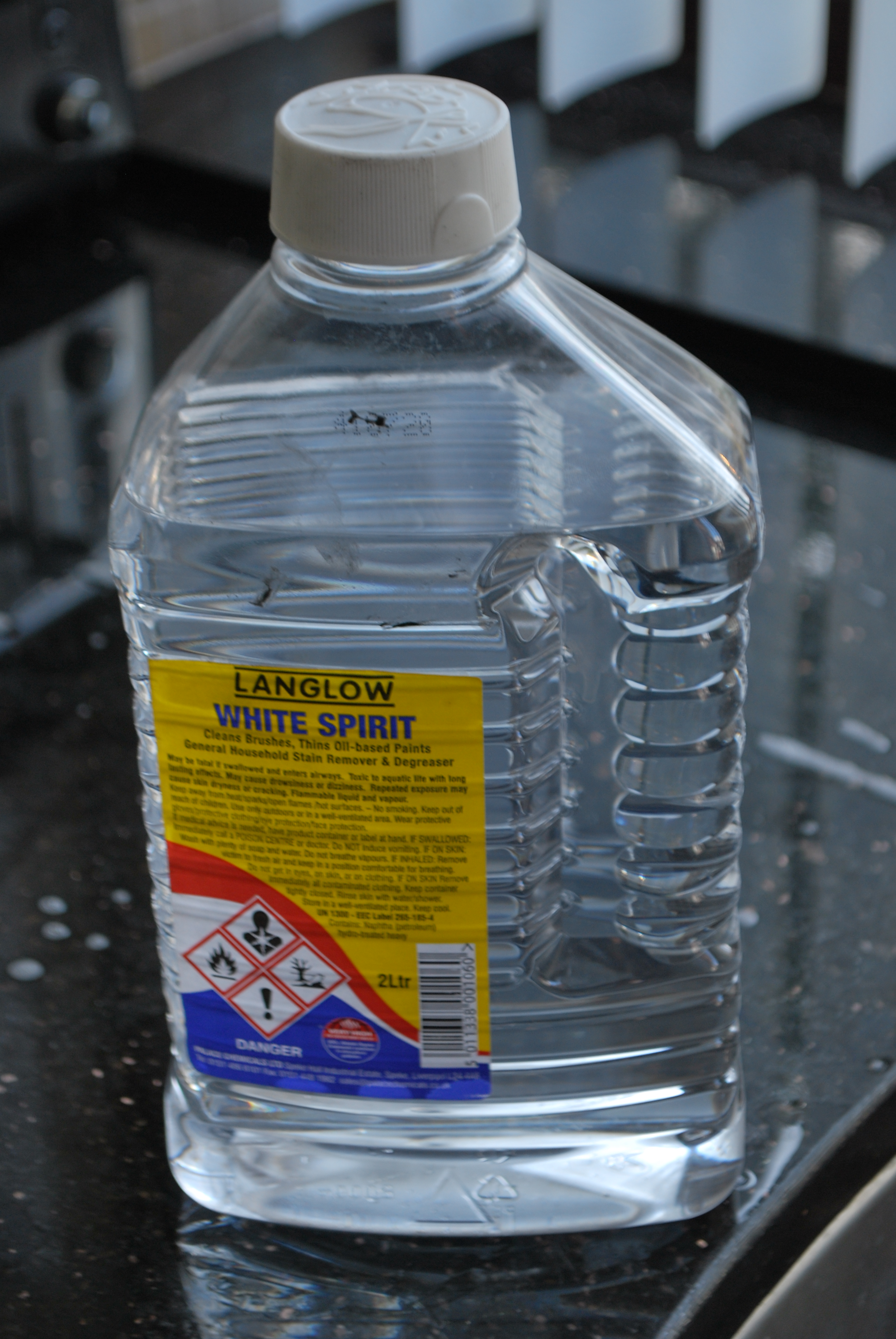
En flaska lacknafta.

Lacknafta, även kallat mineralterpentin eller kristallolja, används som lösningsmedel, till förtunning av färg, eller för avfettning. Namnen är sammanfattande benämningar på en grupp petroleumprodukter som består av en blandning av kolväten (C10-C13 i de flesta svenska produkterna under handelsnamnet "lacknafta"). Vid rumstemperatur är lacknafta en klar lättrinnande vätska, som är löslig i organiska lösningsmedel men olöslig i vatten. Lacknafta saluförs under en rad olika namn, med liknande egenskaper, ibland synonymer, men detaljsammansättningen kan variera:
- Dilutin, varumärke ägt av Shell, har ytspänningsnedsättande tillsatser.
- Sangajol, varumärke ägt av Shell
- Solvent Naphta
- Stoddard Solvent (USA, white spirit typ 1)
- Testbenzin
- Varnolen, används bland annat för kemtvätt
- White Spirit, WS. Tre olika huvudtyper.

Ytterligare ett 20-tal varumärken förekommer i andra länder, mer eller mindre okända i Sverige.
Alifatnafta eller lågaromatisk lacknafta är en typ av lacknafta där man har minskat andelen aromatiska kolväten för att begränsa de hälsovådliga effekterna. Den förekommer som lösningsmedel i målarfärg men användningen minskar i och med att allt mer målarfärg görs vattenlöslig.
Sammansättningen i de olika varianterna av lacknafta varierar med den typ av råolja man utgår från och med framställningsprocessen. Metoderna har växlat över tid, och därför är den exakta sammansättningen idag inte densamma som förr, trots att namnet är oförändrat. De tekniska egenskaperna är dock i stort sett desamma. Problemet med att innehållet i blandningarna inte deklareras tydligt och varierar under samma handelsnamn är uppenbara. Användaren får svårigheter med att använda produkten för olika ändamål och den försämrade möjligheten i utbytbarhet gör att det försämrar konkurrensmöjligheterna på marknaden för kemiska produkter. Dock finns inga planer på någon branschstandard för att tydligt deklarera innehållet i de olika blandningarna och som myndighetsfråga existerar det inte förutom den allmänna kartläggningen av kemikalier inom EU.
Fler än 200 olika kolväten har i varierande mängder identifierats i olika fraktioner av lacknafta.
Mineralterpentin anses mindre allergiframkallande än växtterpentin. Till skillnad från växtterpentin avdunstar mineralterpentin utan att lämna påtagliga rester. Växtterpentin reagerar med luftens syre, torkar långsamt och lämnar rester.

## Fysikaliska och kemiska egenskaper
| Egenskap                     | Värde                            |
| ---------------------------- | -------------------------------- |
| Flampunkt                    | 60 ⁰C                            |
| Tändtemperatur               | 250 ⁰C                           |
| Explosionsgränser            | 1-6                              |
| Densitet                     | 930 kg/m³                        |
| Relativ gasdensitet (luft=1) | >3                               |
| pH                           | Basiskt                          |
| Brandfarlig vara klass       | 3 (Flampunkt mellan 55 - 100 ⁰C) |